# Macédoine au Concours Eurovision de la chanson 2007
La Macédoine a participé au Concours Eurovision de la chanson 2007 à Helsinki, en Finlande. C'est la 7e participation de la Macédoine au Concours Eurovision de la chanson.
Le pays est représenté par Karolina Gočeva et la chanson Mojot svet, sélectionnées lors d'une finale nationale organisée par la Makedonska Radio Televizija (MRT, « Radio-télévision macédonienne »).

## Sélection

### Skopje Fest 2007
La Macédoine a choisi son représentant pour le Concours Eurovision de la chanson 2007, le 24 février 2007, par l'intermédiaire de Skopje Fest 2007, qui s'est composé de douze chansons, avec trois additionnels choisis par MRT. Karolina Gočeva (Каролина Гочева) a gagné d'une manière écrasante, gagnant 144 points, ce qui est le maximum qui pourrait être attribuée. Mojot svet (« Mon monde ») est une chanson rythmique mêlant des éléments ethniques. La chanson a été écrite par Grigor Koprov et composée par Ognen Nedelkovski. Karolina est la première artiste à représenter la Macédoine deux fois à l'Eurovision.
Karolina Gočeva est née le 28 avril 1980 à Bitola. Elle a participé de nombreuses fois aux choix nationaux pour l'Eurovision, réalisant des résultats respectables. En 2002, Karolina a participé à Tallinn, Estonie avec la chanson Od nas zavisi (Од нас зависи), gagnant seulement 25 points et se plaçant dix-neuvième. Elle est notamment une des artistes macédoniennes les plus connues dans les hit-parade des pays voisins et ses vidéos passent régulièrement sur MTV Adria.
Avant le concours, Karolina a fait une petite excursion de promo en Bosnie-Herzégovine et en Serbie.

## À l'Eurovision
Karolina participe à la soirée de demi-finale du Concours Eurovision, espérant se qualifier parmi les 10 principaux pays retenus pour la finale. À l'Eurovision, la chanson est interprétée en 18e position.